# Percy B. Molesworth
Percy Braybrooke Molesworth (Colombo, 2 de abril de 1867 - 25 de dezembro de 1908) foi um major no Royal Engineers e um astrônomo amador. Foi um dos membros fundadores da Royal Astronomical Society.
Molesworth criou várias pinturas de Marte e Júpiter entre 1903 e 1905, tendo sido creditado com a descoberta de um "grande distúrbio" nas bandas meridionais de Júpiter em 28 de fevereiro de 1901. Conhecido como o Distúrbio Tropical Meridional, durou por cerca de 40 anos.
Morreu de um ataque de disenteria no natal de 1908.